# Теве, Андре
Андре́ Теве́ (фр. André Thevet; 1516, Ангулем — 23 ноября 1590, Париж) — французский путешественник и просветитель, монах-францисканец. Первый французский исследователь, составивший описание Нового Света.

## Биография
Андре Теве родился в Ангулеме (Пуату) в семье лекаря-цирюльника. В возрасте десяти лет его отдали в местный монастырь францисканцев, хотя сам мальчик и не хотел этого. Андре не имел склонности к монашескому служению и проводил всё свободное время за книгами монастырской библиотеки.
В конце 1540-х годов Теве совершил поездку в Италию. В Пьяченце он познакомился с кардиналом Жаном Лотарингским, известным дружбой со знаменитыми гуманистами той эпохи (Эразм Роттердамский, Рабле, Маро). Благодаря финансовой поддержке кардинала Теве отправился в путешествие по странам восточного Средиземноморья, которое заняло три года (1549–52).

### Путешествие на Восток
Теве отплыл из Венеции 23 июня 1549 года и, после остановки на Хиосе, 30 ноября прибыл в Константинополь. В течение следующего года Теве вместе с Пьером Жилем занимался изучением древностей османской столицы, а летом 1551-го с той же целью посетил Афины. Оттуда Теве направился в Египет, где провёл зиму 1551/1552. Побывав на горе Синай и в Иерусалиме, Андре Теве вернулся во Францию.
Описание путешествия Теве увидело свет в 1554 году под названием «Cosmographie de Levant». Этот труд посвящён Франсуа де Ларошфуко — богатому сеньору из Пуату, чья семья оказывала покровительство Теве в юности. Правда, настоящим автором «Космографии...» мог быть «литературный негр» Франсуа де Бельфор.

### Путешествие в Америку
В 1555 году Теве, как походный капеллан, принял участие в экспедиции адмирала Николя де Виллеганьона в Южную Америку. Целью экспедиции являлось основание французской колонии на побережье; это могло значительно упростить торговлю деревом для купцов из Франции.

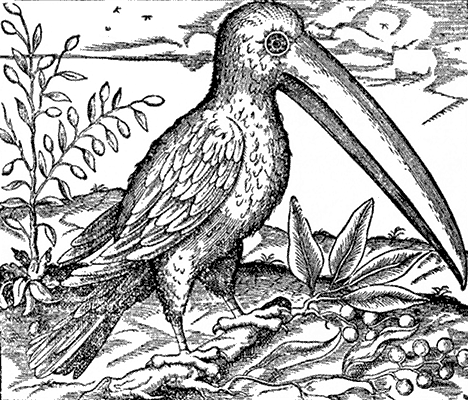
Тукан (иллюстрация из «Les Singularitez...»)

Корабли Виллеганьона вышли из Гавра 14 августа, а 10 ноября они пристали к берегу в заливе Гуанабара (юго-восток современной Бразилии). На месте высадки французы основали форт Колиньи, а окружавшая его местность была названа Антарктической Францией (считается, что автором этого топонима был Теве). Однако долгим пребывание капеллана в Новом Свете не получилось: 31 января 1556 года из-за болезни он покинул колонию. Судьба Антарктической Франции сложилась так же неудачно — лишившись поддержки из метрополии (там вовсю шли религиозные войны), она была завоёвана португальцами. Впоследствии на руинах форта Колиньи возник город Рио-де-Жанейро.
Возвратившись в Европу, Теве систематизировал собственные наблюдения и рассказы очевидцев — своих спутников, в книге «Les Singularitez de la France antarctique...» (1557). Иллюстрированная книга содержала этнографический материал, описания флоры, фауны, климата. Наряду с достоверными сведениями (описания тапира, тукана или каннибализма индейцев тупинамба) там встречались и мифологические вставки (например, об амазонках). Сочинение Теве имело большой успех: его перевели на английский и итальянский языки, Монтень ссылался на «Les Singularitez...» в одной из глав «Опытов», а поэты «Плеяды» прозвали Теве «новым Одиссем».

### Жизнь при дворе
После выхода «Les Singularitez...» Андре Теве привлёк к себе внимание королевы Франции Екатерины Медичи. В 1558 году он вышел из ордена и был назначен духовником Екатерины, а вскоре Генрих II сделал Теве королевским космографом. Эту должность Теве сохранил до конца правления Генриха III, кроме того, он стал ещё и придворным историографом. Теве поселился в Латинском квартале Парижа, где и прожил остаток дней.
С 1566 по 1575 годы Теве работал над монументальным трудом «La cosmographie universelle...» — всесторонним географическим описанием известных тогда континентов: Европы, Азии, Африки и Америки. При написании «La cosmographie universelle...» Теве использовал разнообразные источники: свои документы, труды европейских путешественников, побывавших в других странах света (в том числе неопубликованные), свидетельства жителей дальних стран, например ценнейший кодекс Мендоса, который передала королевскому космографу Екатерина Медичи. Объёмная работа по систематизации множества материалов задерживалась размолвкой Теве со своими сотрудникими (среди них был всё тот же де Бельфор). Однако результат оправдал ожидания: изданная в 1575 году «Всеобщая космография...» была восторженно принята публикой и способствовала дальнейшей популяризации географических открытий.

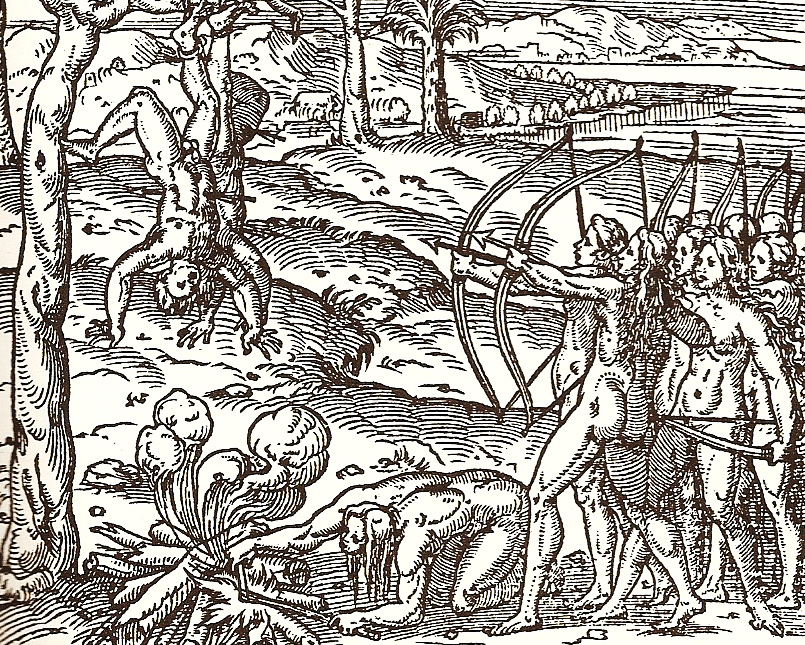
Нападение амазонок на индейцев (иллюстрация из «Les Singularitez...»)

Но самым успешным изданием Теве стали «Les vrais pourtraits et vies des hommes illustres...» (1584), опубликованные им уже в качестве историографа. Вдохновившись «Сравнительными жизнеописаниями» Плутарха, перевод которых на французский язык выполнил Жак Амио, Теве создал свод биографий знаменитых людей от античности до середины XVI века. Начиная с Пифагора, Сократа, Платона и Аристотеля, хронология «Иллюстрированных портретов...» простирается вплоть до современников автора — гуманистов эпохи Возрождения (Пико делла Мирандола, Томас Мор, Гийом Бюде, Филипп Меланхтон, канцлер де л’Опиталь) и капитанов Итальянских войн (Баярд, Тривульцио, Альфонсо д’Авалос, Андреа Дориа, Анн де Монморанси). В книге присутствуют биографии нескольких «нецивилизованных» государей (Атауальпа, Монтесума) и трёх женщин (Сапфо, Артемисия III и Жанна д’Арк).

## Теве и табак
Среди прочего, в «Les Singularitez...» Теве подробно описывает процесс сбора и курения индейцами табака. Монах привёз семена табака во Францию, вырастил его и назвал «ангумуазской травой» (фр. herbe angoumoisine). Теве был первым французом, занявшимся разведением табака, однако популярным он стал благодаря его соотечественнику — Жану Нико, который, будучи послом в Португалии, прислал это растение ко двору как средство от головной боли. Вскоре употребление табака разошлось по всей Европе, а по-латыни он был назван Nicotiana — в честь Нико.

## Интересные факты
- По имени Теве Карл Линней назвал род Thevetia из семейства кутровых[6], распространённого в Центральной и Южной Америке.
- До начала открытого противостояния французских гугенотов и католиков Теве, оставаясь представителем католического духовенства, не участвовал в спорах между конфессиями. Однако с началом религиозных войн и поступлением на королевскую службу его позиция изменилась. Так, в «La cosmographie universelle...» Теве обвиняет кальвинистов в провале попытки колонизации Бразилии, в то время как гугенотский пастор Жан де Лери (тоже побывавший в Антарктической Франции) называет главным виновником адмирала Виллеганьона[5].
- В 1586 году Андре Теве опубликовал так называемый Парижский словарь московитов, который был составлен капитаном Жаном Соважем в Холмогорах. Словарь содержал более 600 французско-русских словарных строк, или «статей», рубрикованных по тематическим разделам: география, названия профессий, товаров, инструментов, обиходные фразы. Пример словарной строки (по изданию Поля Буайе 1905 года): Voyla un bon patissier — Thuost garas peroguy dyollet — Ты есть гораздъ пироги дѣлать.

## Сочинения Теве

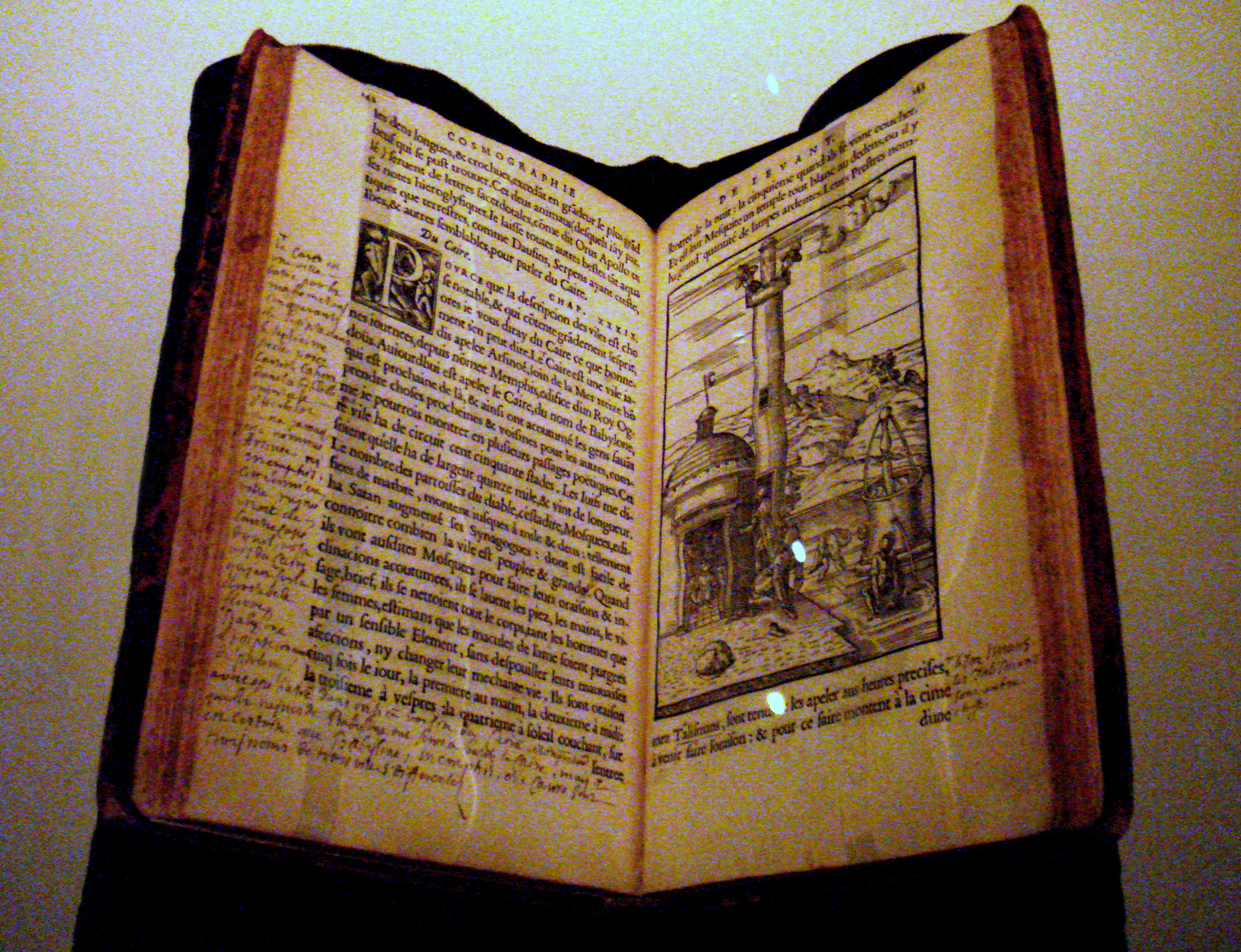
Разворот из «Cosmographie de Levant» (1556)

- Cosmographie de Levant (1554)
- Les Singularitez de la France antarctique, autrement nommee Amerique, et de plusieurs terres et isles decouvertes de nostre tems (1557)
- La cosmographie universelle d'Andre Thevet, illustree de diverses figures des choses plus remarquables veues par l'auteur (том 1, том 2; 1575)
- Les vrais pourtraits et vies des hommes illustres grecz, latins et payens, recueilliz de leurs tableaux, livres, medalles antiques et modernes (том 1, том 2, том 3; 1584)

## Комментарии
1. ↑  Также в качестве даты рождения Теве называется 1502 год, однако, по мнению современных французских историков, это ошибка.